# Mousson tropicale
Pour plus de détails, voir Fiche technique et Distribution.
Mousson tropicale (Monsoon)  est un film britanno-hongkongais réalisé par Hong Khaou, sorti en 2019.

## Synopsis
Kit, un jeune Britannique d'origine vietnamienne, retourne dans son pays natal pour la première fois depuis plus de trente ans. Il n'avait que six ans quand lui et sa famille ont fui Saïgon comme boat-people après la guerre du Viêt Nam. Ne connaissant plus ce pays et incapable de parler sa langue maternelle, Kit se lance dans un voyage personnel de Saïgon à Hanoï à la recherche d'un endroit où disperser les cendres de ses parents. En chemin, il renoue avec son ami d'enfance, Lee, et tombe amoureux de Lewis, un Américain dont le père a combattu pendant la guerre.

## Fiche technique
- Titre : Mousson tropicale
- Titre original : Monsoon
- Réalisation et scénario : Hong Khaou
- Musique : John Cummings
- Photographie : Benjamin Kracun
- Montage : Mark Towns
- Production : Tracy O'Riordan
- Sociétés de production : BloomerApp Media Production, BBC Films, Moonspun Films et Sharp House
- Pays de production :  Royaume-Uni et  Hong Kong
- Genre : drame et romance
- Durée : 85 minutes
- Dates de sortie :
  - Tchéquie : 29 juin 2019 (festival international du film de Karlovy Vary)
  - Royaume-Uni : 25 septembre 2020

## Distribution
- Henry Golding : Kit
- Parker Sawyers : Lewis
- David Tran : Lee
- Lam Anh Dao : la mère de Lee
- Ho Nhi : Katie
- Phan Bao Ngoc : Tran
- Molly Harris : Linh
- Olivia Hearn : Sophie
- Edouard Leo : Stephane
- Le Hoang Minh : le père de Linh
- Dinh Xuan Va : la mère de Linh
- Peter Phan : Duc
- Nicola Taggart : Heather
- Do Phan Anh : Bruce

## Distinctions

### Nominations
Sauf indication contraire, les informations mentionnées dans cette section peuvent être confirmées par la base de données cinématographiques IMDb,  présente dans la section « Liens externes ».
- Festival international du film de Karlovy Vary 2019 : nommé pour le globe de cristal du meilleur film
- Festival international du film d'Athènes 2019 : nommé pour la meilleure image
- GLAAD Media Awards 2021 : nommé pour le film remarquable à diffusion limitée
- Chlotrudis Award de la meilleure photographie 2021 : nommé pour le travail de Benjamin Kracun

## Accueil
Le film a reçu un accueil favorable de la critique. Il obtient un score moyen de 69 % sur Metacritic.
Pour le site Abus de ciné, la relation entre Kit et Lewis ajoute « au déjà intéressant discours d'ensemble, un message moderne sur l'honnêteté qui ajoute encore à la sincérité de "Mousson Tropicale" en tant que chronique douce-amère de la réconciliation ».